# Ronisia
Pour son premier album, voir Ronisia (album).
Pour les articles homonymes, voir Borges.
Ronisia, née Ronisia Mendes Borges le 13 novembre 1999 à Tarrafal (Cap-Vert), est une chanteuse cap-verdienne active en France.

## Biographie

### Enfance
Ronisia Mendes Borges naît le 13 novembre 1999 à Tarrafal au Cap-Vert et grandit à Grigny, dans l'Essonne. Ronisia grandit entourée de musique. Fan de Rihanna, Alicia Keys, Nicki Minaj et Beyoncé, elle est aussi influencée par les goûts de sa famille. Son frère écoute Usher tandis que son père est un amateur de zouk, appréciant des artistes tels que Fanny J, Kim, Nesly et La Compagnie créole. Sa mère, elle, reste fidèle à la musique capverdienne. Scolarisée au collège Pablo-Neruda à Grigny, Ronisia prend des cours de danse à l’Espace Jeunes de la ville.

### Début et carrière musicale
Elle se lance dans la musique en 2019 en dévoilant au mois de mai son premier morceau Plus de peine. Elle enchaîne les singles jusqu'à la sortie de celui qui va lui permettre d'être remarquée par les labels : Atterrissage. Ce titre connaît un retentissement sur le réseau social TikTok avec le #AtterrissageChallenge, ayant permis au clip d'atteindre les 50 millions de vues fin 2021. Entre-temps, elle signe chez Epic Records France en octobre 2020.
En avril 2021, Atterrissage cumule les 36 millions de vues sur YouTube.
À la suite de ce succès, elle poursuit alors les sorties de singles jusqu'à la sortie de son premier album Ronisia le 28 janvier 2022, composé de seize titres dont trois featurings distincts avec Ninho, Eva Queen et Tiakola.
Le 9 décembre 2022, Ronisia dévoile la réédition de son premier album intitulée Ronisia (Deluxe) en collaboration avec Gazo et CKay.

## Discographie

### Singles
- 2019 : Plus de peine
- 2019 : Parano
- 2019 : Désolée
- 2020 : Pourquoi
- 2020 : Loin de moi
- 2020 : Atterrissage
- 2020 : Atterrissage (Version acoustique) (feat. Alicia)
- 2021 : Doucement[10]
- 2021 : Toxic[11]
- 2021 : Dans ça
- 2021 : Comme moi (feat. Tiakola)
- 2021 : Bonita
- 2021 : Téco
- 2022 : Suis-moi (feat. Ninho)
- 2022 : Mélodie (Tatami)
- 2022 : Longue vie (feat. Eva)
- 2022 : J'élimine
- 2022 : 200 KH/M (feat. Gazo)
- 2023 : C'est toi
- 2023 : Joli cœur
- 2023 : I Got U (feat. Niska)
- 2024 : C'est comment

### Apparitions
- 2020 : Doulkha feat. Ronisia - Abana
- 2021 : Driks feat. Ronisia - Tic Tac (sur l'EP Hackcœur)
- 2021 : Denzo feat. Ronisia - C'est comme ça (sur l'album La pépite)
- 2021 : Joé Dwèt Filé feat. Ronisia - Jolie Madame (sur l'album Calypso) Diamant
- 2022 : Dadju feat. Ronisia - Toko Toko (sur l'album Cullinan) Diamant
- 2022 : Imen Es feat. Ronisia - Piqué (sur l'album Game Over Volume 3 - Terminal 1)
- 2022 : 91 All Stars feat. Ronisia - Semblant (sur l'album 91 All Stars)
- 2022 : CKay feat. Ronisia - lose you (sur l'album Sad Romance)
- 2022 : Jahyanaï King feat. Ronisia - In Love (sur l'album Trafic Inter)
- 2023 : Landy feat. Ronisia - Mental (sur l'album Brave)
- 2023 : Hatik feat. Ronisia - sous à faire (sur l'album Niyya)
- 2024 : Dadju & Tayc - Apprends-moi ! (sur l'album Héritage)
- 2024 : Emma'a feat. Ronisia - Menteur
- 2024 : Uzi feat. Ronisia - Jolie (sur l'album Sur le chemin (Phase finale))
- 2024 : Tiakola feat. Ronisia - Y.J (C'EST KO) (sur la mixtape BDLM Vol.1)
- 2024 : Genezio feat. Ronisia - SALE

## Classements et certifications

### Albums
| Titre   | Année | Meilleure position | Meilleure position | Meilleure position | Meilleure position | Certification        |
| Titre   | Année | FRA                | WAL                | FLA                | SUI                | Certification        |
| ------- | ----- | ------------------ | ------------------ | ------------------ | ------------------ | -------------------- |
| Ronisia | 2022  | 5                  | 22                 | 177                | 37                 | - France (SNEP) : Or |
| Era 24  | 2023  | 23                 | 131                | —                  | —                  |                      |

### Singles classées
| Année | Single                        | Meilleure position | Certification             | Album   |
| Année | Single                        | FRA                | Certification             | Album   |
| ----- | ----------------------------- | ------------------ | ------------------------- | ------- |
| 2020  | Atterrissage                  | 44                 | - France (SNEP) : Or      | Ronisia |
| 2021  | Doucement                     | 80                 | - France (SNEP) : Or      | Ronisia |
| 2021  | Comme moi (featuring Tiakola) | 71                 |                           | Ronisia |
| 2021  | Téco                          | 188                |                           | Ronisia |
| 2022  | Suis-moi (featuring Ninho)    | 12                 | - France (SNEP) : Platine | Ronisia |
| 2022  | Mélodie (Tatami)              | 5                  | - France (SNEP) : Or      | Ronisia |
| 2022  | Longue vie (featuring Eva)    | 87                 |                           | Ronisia |

### Autres chansons classées
| Année | Titre                        | Meilleure position | Album   |
| Année | Titre                        | FRA                | Album   |
| ----- | ---------------------------- | ------------------ | ------- |
| 2022  | Money                        | 147                | Ronisia |
| 2022  | Téco                         | 96                 | Ronisia |
| 2022  | Bonnie & Clyde               | 181                | Ronisia |
| 2022  | Suis-moi (feat. Ninho)       | 12                 | Ronisia |
| 2022  | Mélodie (Tatami)             | 5                  | Ronisia |
| 2022  | Sombre                       | 95                 | Ronisia |
| 2022  | Compliqué                    | 173                | Ronisia |
| 2022  | Longue vie (feat. Eva)       | 87                 | Ronisia |
| 2022  | Nha terra Or                 | 36                 | Ronisia |
| 2022  | On s'emballe                 | 165                | Ronisia |
| 2022  | Comme moi (feat. Tiakola)    | 71                 | Ronisia |
| 2022  | Atterrissage                 | 44                 | Ronisia |
| 2023  | Mental (Landy feat. Ronisia) | 83                 |         |
| 2023  | C'est toi                    | 115                |         |
| 2023  | I Got U (feat. Niska)        | 103                |         |

## Distinctions
| Année | Cérémonie   | Travail nommé    | Récompense                                                        | Résultat   |
| ----- | ----------- | ---------------- | ----------------------------------------------------------------- | ---------- |
| 2021  | BET Awards  | Elle-même        | BET Award for Best New International Act                          | Nomination |
| 2023  | Les Flammes | Elle-même        | Flamme de la révélation féminine de l'année                       | Lauréat    |
| 2023  | Les Flammes | Ronisia (album)  | Flamme Spotify de l'album de l'année                              | Nomination |
| 2023  | Les Flammes | Ronisia (album)  | Flamme de l'album nouvelle pop de l'année                         | Nomination |
| 2023  | Les Flammes | Mélodie (Tatami) | Flamme du morceau afro ou d'inspiration afro de l'année           | Nomination |
| 2023  | Les Flammes | Mélodie (Tatami) | Flamme du morceau caribéen ou d'inspiration caribéenne de l'année | Nomination |